# Смбат II
Смбат II (арм. Սմբատ  Բ) (ум. 989) — царь (шахиншах) Армении в 977—990 годах.

## Биография
Сын Ашота III Милостивого, правивший в Ани. Смбат II укрепил город и в 989 году начал возведение кафедрального Анийского собора (закончен в 1001 году). Продолжил политику отца. Приказал возвести стену вокруг столицы Ани и построить башни и укрепления, защищавшие город с севера и запада. В это время Армения так же переживала период мира и спокойствия, и только конфликт между Смбатом II и его дядей Мушегом в Карсе нарушил общественный порядок. Другим яблоком раздора стал спор между Смбатом и армянской церковью, когда царь женился на своей племяннице, что церковь сильно осудила.
Царь Смбат II погиб в 989 году во времена, когда знаменитый армянский архитектор Трдат по приказу царя начал закладывать фундамент собора в Ани. Это здание стоит и по сей день, и с неповторимым стилем и простыми украшениями, собор рассматривается как один из шедевров армянского зодчества. Смбат II был похоронен в Ани и трон наследовал его брат Гагик I, так как он не имел сыновей.
Армения стала настолько сильной, что могла отразить атаку любого врага. Царь сумел сконцентрировать все свои силы и знания в материальные и духовные потребности своего народа.